# Dibuix elèctric

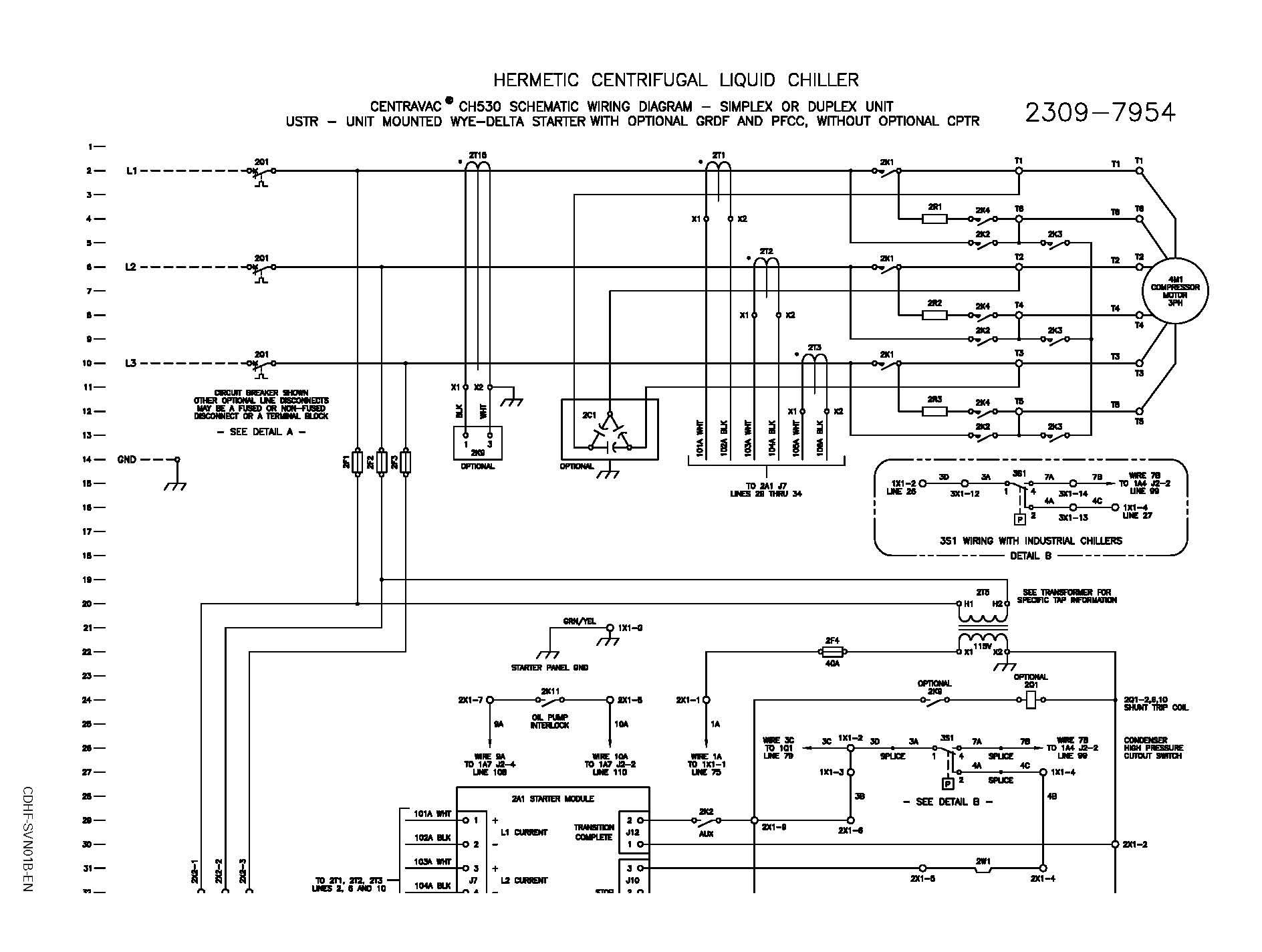
Exemple de dibuix elèctric.

Un dibuix elèctric és un tipus de dibuix tècnic que mostra informació sobre energia, il·luminació i comunicació per a un projecte d'enginyeria o arquitectura. Qualsevol dibuix de treball elèctric consisteix en "línies, símbols, dimensions i notacions per transmetre amb precisió el disseny d'una enginyeria als treballadors, que instal·len el sistema elèctric al seu lloc de treball".
Un conjunt complet de dibuixos de treball per al sistema elèctric mitjà en grans projectes normalment consisteix en:
- Un pla parcel·lari que mostra la ubicació de l'edifici i el cablejat elèctric exterior
- Plànols de planta que mostren la ubicació dels sistemes elèctrics a cada pis
- Diagrames d'energia en panells.
- Esquema de cablejat de control
- Horaris i altres informacions en combinació amb dibuixos de construcció.

Els delineants elèctrics preparen els diagrames de cablejat i la disposició que faran servir els treballadors que aixequen, instal·len i reparen equips elèctrics i cablejats en centres de comunicacions, centrals elèctriques, sistemes de distribució elèctrica i edificis.